# Dispersión dinámica de luz

Dos ejemplos de dispersión dinámica de luz por partículas según sus tamaños relativos: arriba, más grandes; abajo, más pequeñas.

La dispersión dinámica de luz (DDL o DLS, por sus siglas en inglés de "Dynamic light Scattering"), espectroscopia de correlación de fotones o dispersión cuasi-elástica de luz es una técnica físico-química empleada para la determinación de la distribución de tamaños de partículas en suspensión, o macromoléculas  en solución tales como proteínas o polímeros.